# Bout de Zan fait une enquête
Bout de Zan fait une enquête és una pel·lícula muda francesa escrita i dirigida per Louis Feuillade i estrenada el 13 de juny de 1913.
Aquesta pel·lícula forma part de la sèrie Bout de Zan.

## Repartiment
- René Poyen : Bout de Zan
- Renée Carl